# UFC Fight Night: Ankalaev vs. Walker 2
UFC Fight Night: Ankalaev vs. Walker 2 (también conocido como UFC Fight Night 234, UFC on ESPN+ 92 y UFC Vegas 84) fue un evento de artes marciales mixtas en curso producido por Ultimate Fighting Championship que se llevó a cabo el 13 de enero de 2024 en el UFC Apex en Enterprise, Nevada, Estados Unidos.

## Antecedentes
Una revancha de peso semipesado entre el ex-retador titular de peso semipesado de UFC Magomed Ankalaev y Johnny Walker encabezó el evento. El par se enfrentó por primera vez en UFC 294, que terminó en sin resultado cuando Ankalaev conectó un rodillazo ilegal que dejó a Walker incapaz de continuar.
El ex-Campeón de Peso Pluma de LFA Gabriel Santos y Westin Wilson estaban programados para enfrentarse en una pelea de peso pluma. Sin embargo, Santos se retiró de la pelea por razones no reveleadas y fue reemplazado por el debutante Jean Silva.
Bassil Hafez y Preston Parsons estaban programados para enfrentarse en una pelea de peso wélter. Sin embargo, Hafez se retiró por razones no reveladas y fue reemplazado por Matthew Semelsberger.
Una pelea de peso gallo femenino entre la ex-Campeona de Peso Gallo de Invicta FC y ex-retadora titular de peso pluma Yana Kunitskaya y Norma Dumont estaba programada para llevarse a cabo en el evento. Sin embargo, Kunitskaya se retiró por una lesión y la pelea fue cancelada.
Una pelea peso gallo entre el ex-Campeón de Peso Mosca de LFA Felipe Bunes y Denys Bondar estaba programada para llevarse a cabo en el evento. Sin embargo, Bondar se retiró a finales de diciembre por razones no reveladas y fue reemplazado por Joshua Van.
Una pelea de peso gallo femenino entre Ketlen Vieira y la ganador del torneo de peso pluma femenino de The Ultimate Fighter: Heavy Hitters Macy Chiasson estaba programada para llevarse a cabo en el evento. Sin embargo, Vieira se retiró por razones no reveladas y la pelea fue cancelada.
En el pesaje, el ex-Campeón de Peso Gallo de Rizin Manel Kape pesó 129.5 libras, tres libras y media sobre el límite de peso mosca y la pelea con Matheus Nicolau fue cancelada.

## Bonificaciones
Los siguientes peleadores recibieron bonos de $50.000.
- Pelea de la Noche: No se otorgaron bonos.
- Actuación de la Noche: Magomed Ankalaev, Jim Miller, Brunno Ferreira y Marcus McGhee